# آريانا فونتانا
آريانا فونتانا (بالإيطالية: Arianna Fontana) هي متزلجة على مسار قصير إيطالية، ولدت في 14 أبريل 1990 في سوندريو في إيطاليا.

## وصلات خارجية
- آريانا فونتانا على موقع ShortTrackOnLine.info (الإنجليزية)
- آريانا فونتانا على موقع اللجنة الأولمبية الدولية (الإنجليزية)
- آريانا فونتانا على موقع أوليمبيديا (الإنجليزية)
- آريانا فونتانا على موقع اللجنة الأولمبية الإيطالية (الإيطالية)